# Caomiaozi (köpinghuvudort i Kina, Shandong Sheng, lat 37,31, long 122,12)
Caomiaozi (kinesiska: 草庙子, 草庙子镇) är en köpinghuvudort i Kina. Den ligger i provinsen Shandong, i den östra delen av landet, omkring 460 kilometer öster om provinshuvudstaden Jinan. Antalet invånare är 21 158. Befolkningen består av 10 292 kvinnor och 10 866 män. Barn under 15 år utgör 8,0 %, vuxna 15-64 år 77 %, och äldre över 65 år 14,0 %.
Runt Caomiaozi är det tätbefolkat, med 319 invånare per kvadratkilometer. Närmaste större samhälle är Wendeng, 13,6 km söder om Caomiaozi. Trakten runt Caomiaozi består till största delen av jordbruksmark.
Genomsnittlig årsnederbörd är 717 millimeter. Den regnigaste månaden är juli, med i genomsnitt 210 mm nederbörd, och den torraste är januari, med 14 mm nederbörd.